# Savin' Me
Savin' Me is een nummer van de Canadese rockband Nickelback uit 2006. Het is de derde single van hun vijfde studioalbum All the Right Reasons.
Het nummer werd vooral in Engelssprekende landen een hitje. In Nickelbacks thuisland Canada haalde het de 2e positie. In de Nederlandse Top 40 haalde het de 25e positie. In Vlaanderen haalde het nummer geen hitlijsten.